# Adolf Erik Nordenskiöld
Adolf Erik Nordenskiöld, właśc. Nils Adolf Erik Nordenskiöld (ur. 18 listopada 1832 w Helsinkach, zm. 12 sierpnia 1901 w Västerljung) – fiński (pochodzący z mniejszości szwedzkojęzycznej) oraz szwedzki geolog, mineralog, geograf, badacz polarny i odkrywca. Przeprowadził wiele wypraw do Arktyki, których bezpośrednim celem był Spitsbergen, Grenlandia i północne wybrzeże Syberii. Próbował także dotrzeć do bieguna północnego. Najbardziej znaczącą wyprawę odbył w latach 1878–1879, kiedy jako pierwszy człowiek przepłynął Przejście Północno-Wschodnie z północnej Norwegii do Cieśniny Beringa. Wyczyn ten uczynił go postacią znaną na całym świecie. W 1880 roku został uhonorowany przez króla Szwecji Oskara II tytułem barona.

## Dzieciństwo i młodość
Adolf Erik Nordenskiöld urodził się 18 listopada 1832 roku w Helsinkach, będących ówcześnie stolicą Wielkiego Księstwa Finlandii stanowiącego część Imperium Rosyjskiego. Wywodził się z arystokratycznej rodziny o szwedzkim pochodzeniu. Był dzieckiem nazywanego „ojcem fińskiej mineralogii” naukowca Nilsa Gustafa Nordenskiölda (1792–1866) i Sofii Maragarety von Haartman (1807–1860), córki wybitnego lekarza i ekonomisty Gabriela Erika von Haartmana (1757–1815). Miał dwóch braci: Nilsa Gustafa Gabriela Nordenskiölda (1830–1891) i Nilsa Ottona Nordenskiölda (1834–1916) oraz dwie siostry: Hedvig Sofię Nordenskiöld (1831–1908) i Annę Elisabeth Sofię Nordenskiöld (1841–1914). Adolf Erik od najmłodszych lat towarzyszył ojcu w wyprawach po minerały na terenie całej Finlandii, podczas których pod okiem ojca nabył duże umiejętności pozwalające na szybkie znajdowanie okazów. Gdy miał trzynaście lat wraz z bratem został wysłany do słynnej szkoły gramatyki w Porvoo. Dyrektorem szkoły i zarazem nauczycielem języka greckiego był narodowy poeta Johan Ludvig Runeberg, w którego domu Nordenskiöld czasami spędzał wieczory podczas dni szkolnych.
W 1849 roku, w wieku siedemnastu lat, Nordenskiöld rozpoczął na Imperialnym Uniwersytecie Aleksandra w Helsinkach studia z zakresu matematyki, chemii, mineralogii i geologii. Jego pierwsza praca naukowa dotyczyła mięczaków. Napisał wiele traktatów, w tym dużą pracę ogólną zatytułowaną Beskrivning över de i Finland funna mineralier (pol. „Opis minerałów występujących w Finlandii”) i opublikowaną w 1855 roku. Ostatecznie w 1857 roku uzyskał stopień doktora. Jego dalszą karierę naukową na uniwersytecie w Helsinkach przerwał konflikt z rosyjskimi władzami w Finlandii, do którego doszło podczas ceremonii przyznania stopni doktora w 1857 roku. Ceremonia ta zbiegła się w czasie z 700. rocznicą fińskiej krucjaty Eryka IX, a obecni byli na niej przedstawiciele uniwersytetów w Lund oraz w Uppsali. Podczas niej Nordenskiöld wygłosił przemówienie, w którym odwołał się do wspólnej historii Szwecji i Finlandii, wyrażając nadzieję na zacieśnienie stosunków między tymi dwoma krajami i podając w wątpliwość przyszłe możliwości Finlandii pod rządami Rosji. Wielu uczestników ceremonii się z nim nie zgodziło, a gubernator generalny Fiodor Berg zażądał od niego przeprosin. Nordenskiöld nie zastosował się do żądania i niedługo później wyjechał do Szwecji chcąc kontynuować karierę naukowca, w czym pomagały mu kontakty ojca z czołowymi międzynarodowymi uczonymi i kręgami naukowymi. W późniejszych czasach zaoferowano mu profesurę na uniwersytecie w Helsinkach, ale wówczas Nordenskiöld nie chciał przerywać udanej kariery w Szwecji.

## Działalność naukowa

### Początki działalności, wyprawy na Spitsbergen i Grenlandię oraz próba zdobycia bieguna północnego
Latem i zimą 1857 roku Adolf Erik Nordenskiöld przebywał w Szwecji i opublikował kilka prac naukowych po przeprowadzeniu analiz chemicznych w Instytucie Karolinska i studiowaniu mineralogii w Muzeum Historii Naturalnej w Sztokholmie. Jego opiekunami i nauczycielami byli profesor Carl Gustaf Mosander, kierownik Wydziału Mineralogii oraz profesor Sven Lovén, pionier szwedzkich badań polarnych. Dzięki rekomendacji Lovéna Nordenskiöld zdobył miejsce na organizowanej w 1858 roku wyprawie Ottona Martina Torella do fiordów zachodniego wybrzeża Spitsbergenu, gdzie dokonano badań zoologicznych, botanicznych i geologicznych. Zebrane wtedy przez Nordenskiölda w Bellsund skamieniałości roślin trzeciorzędowych były początkiem stopniowo gromadzonych, obszernych zbiorów powstałych w wyniku szwedzkich wypraw naukowych. Po zakończonej w tym samym roku wyprawie Nordenskiöld objął stanowisko dyrektora i profesora Wydziału Mineralogii w Muzeum Historii Naturalnej, które sprawował aż do śmierci. W 1860 roku uzyskał szwedzkie obywatelstwo. Podczas drugiej wyprawy Torella na Spitsbergen z 1861 roku Nordenskiöld był odpowiedzialny za badania geologiczne i ustalanie położenia geograficznego. Torell i Nordenskiöld dokonali również zmapowania Ziemi Północno-Wschodniej i północnej części Cieśniny Hinlopen.
W styczniu 1861 roku Nordenskiöld został członkiem Królewskiej Szwedzkiej Akademii Nauk. Podczas pierwszych lat pracy w Muzeum Historii Naturalnej odbywał wycieczki po Skandynawii (często w towarzystwie ojca) i w oparciu o przywożone z nich okazy stworzył najważniejszą na świecie kolekcję skandynawskich minerałów. Za życia Nordenskiölda kolekcja mineralogiczna i geologiczna obejmująca regiony północne charakteryzowała się również największą wszechstronnością na świecie. Nordenskiöld zgromadził także dla muzeum kolekcję meteorytów, a w swoich późniejszych badaniach mineralogicznych skoncentrował się na tych obiektach, próbując wyjaśnić naturę meteoroidów i bolidów oraz pyłu kosmicznego. Współpracował także z wybitnymi uczonymi międzynarodowymi, w tym z paleobotanikiem Oswaldem Heerem, który badał skamieniałości roślin zebrane przez Nordenskiölda i opublikował jego odkrycia w obszernej serii Flora fossilis arctica (1868–83).
W 1864 roku Adolf Erik Nordenskiöld wyruszył na trzecią wyprawę – pierwszą, którą sam prowadził. Celem był Spitsbergen i kontynuowanie rozpoczętych tam w 1861 roku prac, polegających na zmapowaniu południowej części grupy wysp oraz zbieranie okazów roślinnych i zwierzęcych. Członkowie wyprawy przeprowadzili także wstępne badania, podobne do tych dokonanych w północnej części grupy wysp podczas drugiej wyprawy, zmierzające do ustalenia szerokości i długości geograficznej części południowej. Wyprawa z 1864 roku przebiegła dobrze, chociaż Nordenskiöld zanotował trudne warunki na Oceanie Arktycznym, kiedy badacze musieli się zmagać z lodem dryfującym.
Po swojej drugiej wyprawie na Spitsbergen Nordenskiöld rozwijał już teorie dotyczące prądów oceanicznych i ich wpływu na lód dryfujący. Zakładał, że przebiegający latem i skierowany na południe ruch dużych mas lodu dryfującego w prądzie między Grenlandią a Spitsbergenem powinien opuścić najbardziej na północ wysunięty obszar morza, który był wolny od lodu późną jesienią. Naukowcy wysuwali wówczas dużą ilość sprzecznych hipotez: jedni uważali, że morze na biegunie północnym powinno być wolne od lodu, zaś drudzy wychodzili z założenia, że powinno być pokryte lodem. Biegun znajdował się 100 mil morskich od północnego krańca Spitsbergenu i naukowcy przypuszczali, że powinno być możliwe dotarcie do niego. Nordenskiöld chciał sprawdzić prawdziwość wysuwanych teorii i dowiedzieć się, jak daleko na północ można dostać się statkiem.
Kiedy w 1868 roku pozyskano fundusze na nową wyprawę, Adolf Erik Nordenskiöld postanowił, że jej celem będzie zbadanie wpływu prądów oceanicznych na ruch lodu dryfującego na północ od Spitsbergenu. Nowa faza eksploracji rozpoczęła się od prób dotarcia do bieguna północnego. Wyprawa parowcem Sofia rozpoczęła się 7 lipca 1868 roku i była kontynuowana przez Wyspę Niedźwiedzią do Spitsbergenu, gdzie przeprowadzono badania północnych, dotychczas niezbadanych odnóg Isfjordenu. Członkowie wyprawy zebrali skamieniałości w Kongsfjordenie i dokonali eksploracji północno-zachodniego krańca Spitsbergenu. Badano także granice i stan lodu dryfującego w północnych i zachodnich obszarach Spitsbergenu. Podczas dalszego przemieszczania się statku w kierunku północnym, członkom wyprawy przytrafił się sztorm, w wyniku którego kadłub Sofii został uderzony i przedziurawiony przez blok lodu. Dowódcy statku, kapitanowi szwedzkiej marynarki wojennej Fredrikowi von Otterowi udało się jednak dostać do portu po tym, jak załoga i naukowcy przez 11 godzin wypompowywali wodę z kadłuba.
Wyprawa z 1868 roku osiągnęła szerokość geograficzną 81°42′N 0°00′E/81,700000 0,000000. Okazało się, że lód polarny rozciąga się dalej na południe, niż sądzono, zaś teoria otwartej wody na biegunie północnym została ostatecznie odrzucona. Nordenskiöld przekonał się, że statkiem nie można dotrzeć do bieguna. Zbiory sztokholmskiego Muzeum Historii Naturalnej zostały wzbogacone o nowe okazy, które badano podczas podróży powrotnej. Po wyprawie, w 1869 roku Królewskie Towarzystwo Geograficzne z Wielkiej Brytanii przyznało Nordenskiöldowi swój najważniejszy medal, Medal Założycieli. Uzasadnienie nagrody brzmiało następująco: „Za projektowanie i przeprowadzanie szwedzkich wypraw na Spitsbergen ... dzięki którym wiele zostało dodane do naszej znajomości zoologii, botaniki, geologii i meteorologii”.
Niedługo później postanowiono podjąć próbę zdobycia bieguna północnego podróżując przez lód. Aby osiągnąć doświadczenie niezbędne do wyprawy na biegun, Nordenskiöld wybrał się w 1870 roku na Grenlandię z zamiarem przekroczenia pokrywy lodowej z jednego wybrzeża na drugie. Eksperci od Grenlandii uznali projekt za niemożliwy. Jak dotąd nie było dowodów na ciągłe pokrycie całej Grenlandii lodem, a Nordenskiöld, ogólnie przygotowany na słuchanie śmiałych hipotez był jednym z tych, którzy uznawali za możliwe istnienie lasów we wnętrzu wyspy. Badaczowi udało się dostać 56 km w głąb Grenlandii od Nuuk przez trudny teren, który stanowił poorany szczelinami lądolód. Uczestnicy wyprawy przeprowadzili obserwacje naukowe, a także zebrali skamieniałości roślin na wyspie Disko i Półwyspie Nagasua. Nordenskiöld był szczególnie zainteresowany złożami bazaltu, twierdząc, że pod kątem pochodzenia ma on coś wspólnego z meteorytami. Nie udało się przy tym znaleźć terenów zalesionych.
Jesienią 1872 roku Adolf Erik Nordenskiöld wyruszył na saniach w kierunku bieguna północnego ze swojego obozu, który rozbił w zatoce Mosselbukta. Po rozpoczęciu wyprawa napotkała na szereg problemów. Pierwszym była ucieczka reniferów wybranych jako zwierzęta pociągowe zamiast psów. Następnie kilku członków wyprawy zachorowało na szkorbut, zaś po tym jak dwa statki transportujące zaopatrzenie zostały uwięzione w lodzie, konieczne było zmniejszenie racji żywnościowych. Sytuacja się poprawiła, gdy angielski żeglarz i badacz Arktyki Benjamin Leigh Smith rozładował ze swojego statku dodatkowe zapasy żywności w obozie Nordenskiölda, ale wyprawa straciła już szansę zdobycia bieguna północnego. Kiedy w marcu 1873 roku część grupy próbowała przedrzeć się przez lód z użyciem sań, jeden z członków wyprawy odłączył się od reszty i zginął wskutek śnieżycy, w związku z czym wyprawa musiała zostać zakończona.
Podczas ostatecznie nieudanej wyprawy jej członkowie założyli trzy stacje obserwacyjne oraz przeprowadzili obserwacje z dziedziny meteorologii, astronomii, magnetyzmu i elektryczności w atmosferze ziemskiej. Nordenskiöld kierował próbami ustalenia jak daleko Ziemia Północno-Wschodnia rozciąga się na wschód, badaniami geologicznymi terenu i pokrywy lodowej oraz mapowaniem linii brzegowej i wysp. Oprócz tego na północnym wybrzeżu i na morzu przeprowadzono głębokie wiercenia oraz pomiary ołowianką. Ponownie przywieziono także wiele okazów roślinnych i zwierzęcych.

### Badania dotyczące północnej Syberii i wyprawa Przejściem Północno-Wschodnim
Po wyprawie na biegun północny Adolf Erik Nordenskiöld kontynuował prace nad swoimi teoriami dotyczącymi prądów oceanicznych i zainteresował się wielkimi, płynącymi na północ rzekami Syberii. Zaczął rozpatrywać możliwość żeglugi między północną Skandynawią a ujściami rzek Jenisej i Ob. Jego celem było także rozszerzenie szwedzkich badań w regionie arktycznym, tak, aby objąć nimi Nową Ziemię i otaczające ją morza. Norwescy myśliwi, których spotkał Nordenskiöld podróżowali daleko na wschód od Nowej Ziemi, co zdawało się wskazywać na to, że stan lodu nie uniemożliwił, jak zakładano, przepłynięcia z dużych syberyjskich rzek na Ocean Atlantycki. Nordenskiöld niedługo później rozpoczął studiowanie tekstów geograficznych i map dotyczących północnego wybrzeża Rosji. Pierwsi odkrywcy północnych regionów szukali szlaku handlowego z Europy na Daleki Wschód, a Nordenskiöld interesował się wiedzą na temat warunków panujących w północnej Syberii nabytą przez takich odkrywców, jak Willem Barents, który w XVI wieku próbował dokonać żeglugi Przejściem Północno-Wschodnim. W latach 40. XIX wieku uważano za oczywiste, że Przejście Północno-Wschodnie nie będzie odpowiednie do celów handlowych. Niemniej jednak podjęto kilka prób jego przepłynięcia.

Nordenskiöld uważał, że mocny parowiec może odnieść sukces tam, gdzie zawiodły małe łodzie. W 1875 roku znalazł drogę z Norwegii do Jeniseju. Podczas wznowionej w następnym roku wyprawy badacz zwrócił uwagę na masy ciepłej wody wypływające z Jeniseju i Obu – umożliwiały one żeglugę Morzem Karskim wzdłuż północnego wybrzeża Syberii. Odtąd Nordenskiöld zakładał, że pewnego lata parowiec będzie mógł przepłynąć przez pozbawione lodu wody przybrzeżne aż do Cieśniny Beringa i chciał być pierwszym, który popłynie tą trasą. W swoich przygotowaniach Nordenskiöld uwzględnił całą dostępną wiedzę dotyczącą wybrzeża, warunków lodowych, prądów morskich, żeglowności i warunków pogodowych Oceanu Arktycznego. Nie było wiarygodnych informacji na temat trasy wiodącej z ujścia Jeniseju do przylądka Czeluskin, a Nordenskiöld przygotował się również na możliwość obozowania zimą. Zakładał jednak, że woda będzie wolna od lodu przynajmniej do końca sierpnia lub początku września i że dobrze zaopatrzony parowiec nie będzie miał trudności z dotarciem do przylądka Czeluskin, a stamtąd do Cieśniny Beringa. W przemówieniu do szwedzkiego rządu tak wyjaśnił swoje cele dotyczące żeglugi Przejściem Północno-Wschodnim: 

Uważam za prawdopodobne, że dobrze zaopatrzony parowiec byłby w stanie, bez napotykania wielu przeszkód z lodu, sforsować przejście tą drogą podczas jesieni w ciągu kilku dni, a zatem możliwe byłoby nie tylko rozwiązanie stałego problemu geograficznego kilku wieków, ale także, przy użyciu wszystkich środków, którymi dysponuje obecnie człowiek nauki (...) zbadanie prawie nieznanego dotychczas morza o ogromnych rozmiarach.

Poza żeglugą Przejściem Północno-Wschodnim, Nordenskiöld dodatkowo chciał zbadać przy użyciu wszystkich dostępnych środków technicznych ogromny, dotychczas nieznany obszar morza. Interesował się rosnącymi w tym regionie glonami, znajdowanymi szczątkami mamutów, geologią i paleontologią oraz aspektami meteorologicznymi i ich wpływem na globalną temperaturę, ciśnienie powietrza, a także warunki wiatrowe. Program wyprawy obejmował ponadto ziemskie pole magnetyczne, zorzę polarną, botanikę, etnologię oraz badania nad aspektami systemów wodnych.

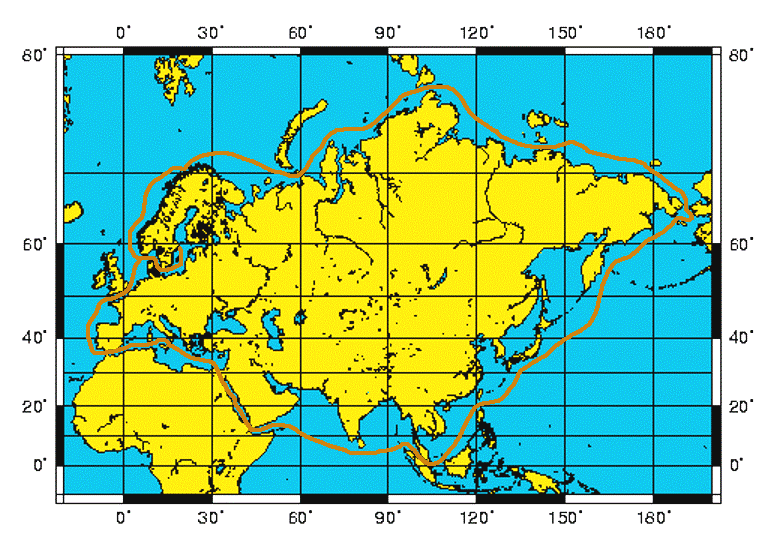
Mapa pokazująca trasę wyprawy z lat 1878–1880

21 lipca 1878 roku wyprawa Adolfa Erika Nordenskiölda rozpoczęła się, kiedy przewożący jej członków parowiec Vega wypłynął z Tromsø w Norwegii w towarzystwie trzech statków wiozących zaopatrzenie: Leny, Frasera i Expressa. Oprócz silnika parowego, ważąca 300 t Vega miała także żagle, a zgromadzone na jej pokładzie zapasy wystarczyć miały na dwa lata. Jej dowódcą był porucznik szwedzkiej marynarki wojennej Louis Palander, który współpracował z Nordenskiöldem podczas jego poprzednich wypraw. Wyprawa składała się z liczącej 21 ludzi załogi statku oraz licznych naukowców i oficerów, którzy mieli indywidualne obowiązki badawcze i pomiarowe. W trakcie podróży położono nacisk na badania, a działania obejmowały zbieranie materiałów etnograficznych we wsiach położonych nad Morzem Czukockim. 19 sierpnia Vega dotarła do przylądka Czeluskin. W drugiej połowie września otwarte przejście w pobliżu wybrzeża wypełniło się lodem dryfującym, a Vega miała ogromne trudności z przepłynięciem przez płytką wodę tuż przy brzegu. 28 września statek utknął w lodzie skuwającym wodę Zatoki Koluczyńskiej, około 12 kilometrów od brzegu. Przymusowy postój trwał dziesięć miesięcy, podczas których Vega pozostawała na łasce wiatrów i była zagrożona zmiażdżeniem przez lód. Będący wtedy w dobrym zdrowiu członkowie wyprawy kontynuowali prace naukowe. Nordenskiöld w napisanej w późniejszych latach książce dotyczącej tej wyprawy opisał, jak na dzień przed utknięciem statku rozmawiał przy ognisku z resztą ekipy o tym, jak będzie wyglądała pozostała część podróży: 

Siedzieliśmy (...) wesoło gawędząc o pozostałej części podróży po morzach, gdzie nie ma zimna, ale ciepło sprawiałoby nam kłopot (...). Nikt z nas nie miał wtedy pojęcia, że zamiast ciepła w tropikach, przez następne dziesięć miesięcy będziemy doświadczać zimy na biegunie zimna, zamarznięci na niespodziewanej drodze, przy prawie nieustannych śnieżycach i przy temperaturze często spadającej poniżej punktu zamarzania rtęci.

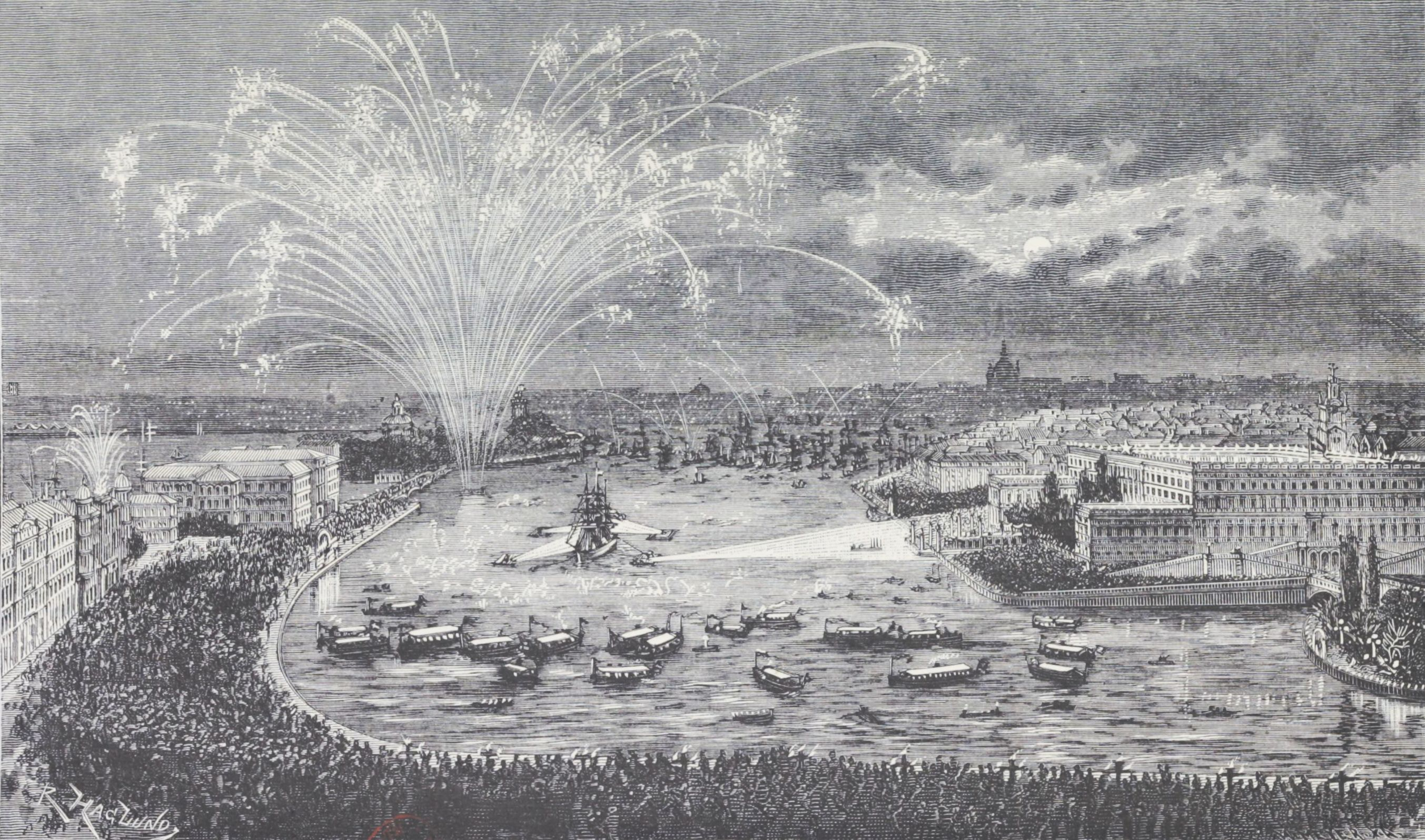
Grafika przedstawiająca przypłynięcie statku Vega do Sztokholmu

18 lipca 1879 statek uwolnił się z lodu i wyruszył w dalszą drogę. 20 lipca wpłynął Cieśniną Beringa na Ocean Spokojny, zaś 22 lipca dotarł do Port Clarence na Alasce, po czym kontynuował podróż w stronę Wyspy Świętego Wawrzyńca na Morzu Beringa. Vega płynęła potem trasą przez Kanton, Cejlon, Kanał Sueski i Cieśninę Gibraltarską, a następnie zakotwiczyła w Lizbonie. Niedługo później przypłynęła do Londynu, a podczas wizyty w tym mieście Nordenskiöld odwiedził Paryż. 24 kwietnia 1880 roku Vega dotarła do Sztokholmu. Niedługo później król Szwecji Oskar II nadał Nordenskiöldowi tytuł barona, a także uhonorował go tytułem Komandora Orderu Gwiazdy Polarnej. W tym samym roku otrzymał ponadto cywilny Order Pour le Mérite oraz Wielki Złoty Medal Fińskiego Towarzystwa Ekonomicznego (fiń. Suomen talousseura). W roku rozpoczęcia wyprawy Rosyjskie Towarzystwo Geograficzne nagrodziło go Medalem Konstantyna za „jego podróż i badania na Oceanie Arktycznym wzdłuż północnego wybrzeża zachodniej i wschodniej Syberii”.

### Druga wyprawa na Grenlandię i ostatnia wyprawa na Spitsbergen
W latach 1882–1883 Adolf Erik Nordenskiöld odbył drugą wyprawę do środkowej części zachodniej Grenlandii. Tak jak i za pierwszym razem, Nordenskiöldowi nie udało się znaleźć żadnych zalesionych terenów – dokonał tego dopiero w 1885 roku Fridtjof Nansen. Podczas podróży powrotnej w 1883 roku Nordenskiöld jako pierwszy człowiek przełamał morską barierę lodową na południowo-wschodnim wybrzeżu Grenlandii.
W 1890 roku Nordenskiöld wybrał się po raz szósty i ostatni na Spitsbergen.

### Po zaprzestaniu wypraw
Gdy Adolf Erik Nordenskiöld wycofał się z wypraw, poważnie zaangażował się w kolekcjonowanie i studiowanie historycznych książek geograficznych i map. Napisał ponadto książkę o historii kartografii zatytułowaną Faksimileatlas till kartografiens äldsta historia innehållande avbildningar av de viktigaste kartor tryckta före år od 1600, która zawierała faksymile najważniejszych map wydrukowanych przed 1600 rokiem.
Za zasługi dla nauk przyrodniczych oraz badań polarnych i historycznych, w 1893 roku Nordenskiöld został wyznaczony do zasiadania w fotelu 12 Akademii Szwedzkiej.
W 1900 roku Londyńskie Towarzystwo Geologiczne nagrodziło go Medalem Murchisona, z kolei rok później został nominowany do Nagrody Nobla w dziedzinie fizyki.

## Charakterystyka i efekty działalności naukowej
Podczas swoich dziesięciu wypraw na Arktykę Adolf Erik Nordenskiöld dokonywał odniesień do siatki geograficznej i mapowań, które stanowiły ogólnie jeden projekt. Jego rezultatem były mapy dużych obszarów, które dotychczas albo nie istniały, albo były niewłaściwie sporządzone. Nordenskiöld opublikował zarówno mapy topograficzne, jak i geologiczne Spitsbergenu, a ponadto dokładne tabele z wynikami pomiarów temperatury oraz pomiarów i obserwacji astronomicznych.
Pod kątem ilości i rozmiaru wyprawy Nordenskiölda są uważane za wyczyn jego czasów. Badacz opisał wyprawy w kilku publikacjach w kilku językach, znacząco poszerzając wiedzę naukową o regionach polarnych. Jedną z takich publikacji jest Svenska expeditionen till Spetsbergen år 1864, która opisuje wyprawę na Spitsbergen z 1864 roku.
Eksperci z różnych dziedzin nauki, w tym geologii, mineralogii, kartografii, meteorologii, zoologii, botaniki, historii i etnologii uważają wyprawy Nordenskiölda za jedne z najlepiej przygotowanych i wyposażonych w tamtych czasach. Przygotowując się do wypraw z drobiazgową dbałością o szczegóły i podstawy naukowe, Nordenskiöld przyczynił się do rozwoju badań Arktyki w dyscyplinę naukową skupiającą się zarówno na geografii, jak i na naukach przyrodniczych. Jego personel naukowy zawsze składał się ze starych i młodych naukowców, tak, aby dać młodszym możliwość uczenia się od starszych. Zazwyczaj nalegał, aby w jego grupie znajdował się co najmniej jeden lub dwóch rodaków z Finlandii.
Kolejną cechą wypraw Nordenskiölda było dokładne przetwarzanie ich rezultatów w prace naukowe, których zakres jest imponujący. Był członkiem lub członkiem honorowym akademii nauki w wielu krajach. W swoich podróżach oprócz materiałów z dziedziny nauk przyrodniczych zbierał także np. przedmioty etnograficzne. Po powrocie z żeglugi Przejściem Północno-Wschodnim Nordenskiöld zainteresował się kulturą Japonii, a podczas pobytu w Japonii zgromadził przykłady starożytnej literatury japońskiej.

Adolfa Erika Nordenskiölda cechowała rozległa wiedza na temat historii i warunków Arktyki, a także duża świadomość środowiska naturalnego. Na przykład podczas swojej pierwszej wyprawy na Spitsbergen w 1858 roku Nordenskiöld opisał, jak pazerni myśliwi polujący na edredony zabili większość ptaków w celu pozyskania ich piór i zabrali wszystkie jaja z gniazd. Kilka lat później odniósł się do tej kwestii następująco: 

Gdyby myśliwi oszczędzili ptaki, które teraz zabijają tylko dla ich drogich piór i gdyby przestali zabierać jaja od początku lipca lub zabierali tylko świeże jaja, być może liczba edredonów pomnożyłaby się.

Troska Nordenskiölda o środowisko była w tamtych czasach czymś nowym w Europie. Podczas swoich podróży badacz pisał o różnych destrukcyjnych zmianach w naturze, które zaobserwował oraz o wrażliwości środowiska. Uczyniło go to jednym z pionierów w pobudzaniu świadomości środowiskowej w Europie.
Nordenskiöld wykorzystywał nowoczesne środki, aby sfinansować swoje wyprawy. Na jedną z wypraw, tę z 1864 roku, środki przyznał szwedzki parlament, ale jako że była to jednorazowa inicjatywa, konieczne było znalezienie prywatnego źródła finansowania kolejnej podróży. Znajomi Nordenskiölda, w szczególności gubernator regionu Göteborg i Bohus Albert Ehrensvärd apelowali w tej sprawie do sławnych przedsiębiorców. Jednym z najbardziej oddanych stronników Nordenskiölda był Oscar Dickson, dzięki któremu wielokrotnie sfinansował przeprowadzenie planowanych wypraw. Podróż Przejściem Północno-Wschodnim wspierał także rosyjski kupiec Aleksandr Sibiriakow i szwedzki król Oskar II. W Szwecji podróże do regionu polarnego były kwestią dumy narodowej. Wyprawy na należący do Norwegii Spitsbergen, który był związany ze Szwecją na mocy unii tego państwa z Norwegią z lat 1814–1905 zostały uznane za szczególnie istotne. Szwedzka dominacja na północy była naznaczona licznymi, odnoszącymi się do członków szwedzkiej rodziny królewskiej nazwami miejsc na Spitsbergenie, czego przykładami są Ziemia Gustawa Adolfa i Wyspa Victorii.
Adolf Erik Nordenskiöld chciał również w praktyczny sposób wykorzystać swoje odkrycia, jak np. złoża fosforanów na Spitsbergenie. Złoża te ostatecznie okazały się zbyt małe, zaś spółka utworzona w celu ich wydobycia wkrótce stała się nierentowna. Także inne projekty wydobywcze Nordenskiölda, które zainicjował w Finlandii i regionie polarnym zakończyły się niepowodzeniem.

### Znaczenie wyprawy Przejściem Północno-Wschodnim
Adolfowi Erikowi Nordenskiöldowi udało się wykazać, że przy odrobinie szczęścia i szybkim statku potrzeba około dwóch miesięcy do przepłynięcia Przejścia Północno-Wschodniego. Jednak zmienne warunki pogodowe sprawiły, że był to jeden z najtrudniejszych szlaków morskich na świecie, a pod koniec XIX i na początku XX wieku nie był jeszcze odpowiedni do pełnienia funkcji szlaku handlowego. Żegluga wzdłuż Przejścia Północno-Wschodniego rozpoczęła się dopiero w połowie XX wieku, kiedy zbudowano lodołamacze, porty i stacje meteorologiczne, a przede wszystkim poprawiono komunikację. Naukowe znaczenie Przejścia Północno-Wschodniego zostało natychmiast rozpoznane.

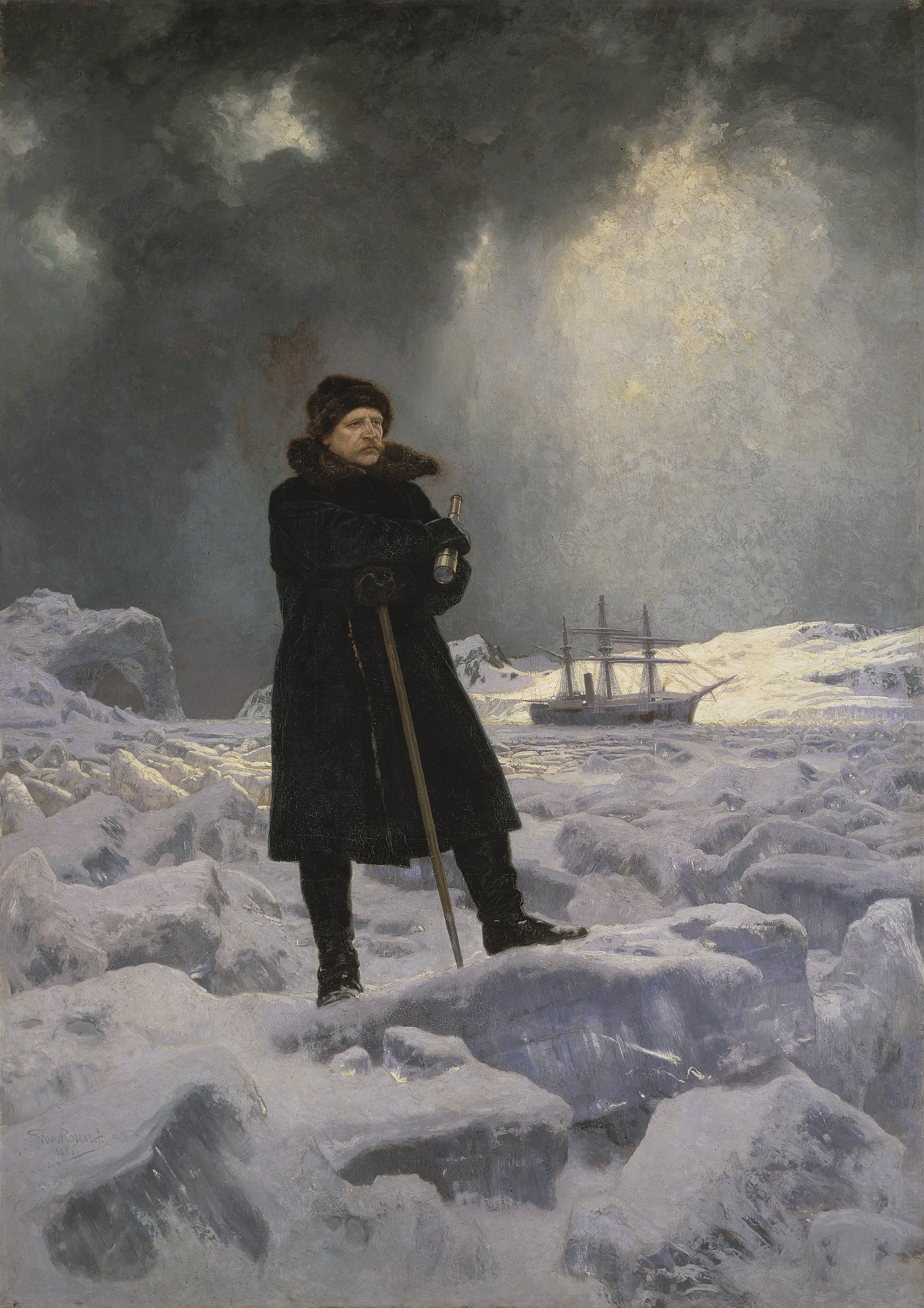
Obraz Odkrywca, namalowany przez Georga von Rosena w 1886 roku, przedstawiający Adolfa Erika Nordenskiölda stojącego wśród północnych przestrzeni

Podróż była także dramatyczna, ponieważ świat nie miał możliwości dowiedzieć się o losie Vegi za pośrednictwem telegrafu lub telefonu, a odkrywców nie można było obserwować z powietrza. Od samego początku prasa interesowała się wyprawą, a podczas podróży powrotnej wokół Azji do Europy Nordenskiöld był owacyjnie witany w każdym porcie i stał się członkiem wielu towarzystw naukowych. W Szwecji i Finlandii był uważany za bohatera narodowego i jednego z największych naukowców pochodzących z tych krajów. Zacharias Topelius i Carl Johan Gustaf Snoilsky napisali wiersze na jego cześć.
Podróż Nordenskiölda wokół północnych kontynentów Starego Świata została porównana pod względem znaczenia do opłynięcia Antarktydy przez Jamesa Cooka. Uważany za wiodącego eksperta w dziedzinie regionów arktycznych po żegludze Przejściem Północno-Wschodnim, Nordenskiöld ośmielał innych odkrywców; wśród nich był Fritjof Nansen, co do którego miał nadzieję, że powiedzie mu się próba przekroczenia lodowej pokrywy Grenlandii, która jemu się nie udała. Po dotychczasowym publikowaniu tylko prac naukowych, Adolf Erik Nordenskiöld został przekonany do napisania książki o podróży Vegi dla szerokiej publiczności. Odniosła ona wielki sukces i wraz z reportażami prasowymi i licznymi zaszczytami, których doświadczył podczas podróży powrotnej uczyniła Nordenskiölda sławnym na całym świecie. Odkrywanie Arktyki zostało później przebadane w krytycznym świetle i uznane za część poszukiwań nordyckiej tożsamości. Nordenskiöld był najważniejszym z bohaterów polarnych swojej epoki, których nazywano „nowymi wikingami Skandynawii”, zaś obraz Georga von Rosena z 1886 roku, przedstawiający Nordenskiölda stojącego wśród północnych przestrzeni był postrzegany jako świadoma część heroicznego portretowania.

### Kolekcjonowanie materiałów naukowych
Równolegle ze swoją pracą badawczą Adolf Erik Nordenskiöld zebrał dużą liczbę kolekcji materiałów z dziedziny nauk przyrodniczych, etnologii, literatury japońskiej, geografii i kartografii. Najważniejszy w jego kolekcjach był zbiór 24 tysięcy historycznych map, z głównym punktem w postaci map drukowanych w Europie w XV wieku. Wśród atlasów historycznych szczególnie dobrze reprezentowane są te oparte na pracach starożytnego kartografa Klaudiusza Ptolemeusza, które ponownie odkryto w średniowieczu. Za życia Nordenskiölda jego kolekcję map porównywano z kolekcjami dużych bibliotek narodowych. Po śmierci badacza powiernicy jego majątku sprzedali kolekcję Imperialnemu Uniwersytetowi Aleksandra w Helsinkach, jedynemu potencjalnemu nabywcy gotowemu dostosować się do życzenia Nordenskiölda, aby kolekcja pozostała nienaruszona. Rosyjski car Mikołaj II zorganizował fundusze dla uniwersytetu na tę transakcję. Niektóre mapy z kolekcji Nordenskiölda opublikowano w postaci pięciotomowego katalogu. W 1997 roku kolekcja Nordenskiölda została wpisana do prowadzonego przez UNESCO programu Pamięć Świata jako wyjątkowy skarb kultury.

## Działalność polityczna
Adolf Erik Nordenskiöld należał do Partii Liberalnej, z ramienia której zasiadał w parlamencie Szwecji w latach 1870–1872, 1881–1887 i 1891–1893.

## Życie prywatne

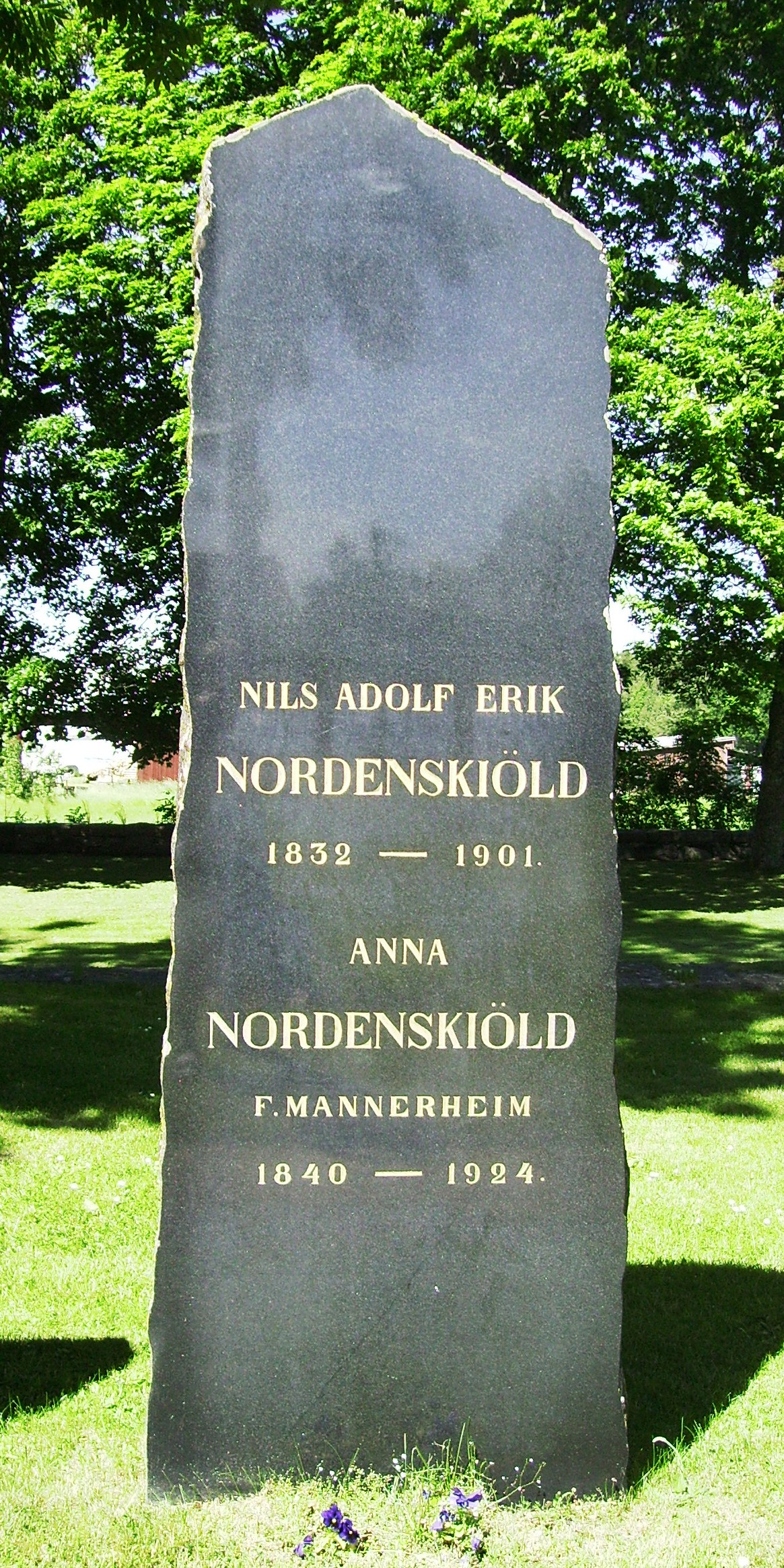
Grób Adolfa Erika Nordenskiölda i jego żony

Gdy na początku lat 60. XIX wieku doszło do zmiany generalnego gubernatora Wielkiego Księstwa Finlandii Adolf Erik Nordenskiöld zaczął ponownie odwiedzać swoją ojczyznę. Podczas jednego z takich pobytów poznał baronessę Annę Marię Mannerheim (1840–1924), wywodzącą się z fińskiej linii szwedzkiego rodu Mannerheim i będącą siostrą ojca Carla Gustafa Emila Mannerheima (1867–1951), rosyjskiego i fińskiego wojskowego oraz polityka, późniejszego regenta Królestwa Finlandii, marszałka i prezydenta Finlandii. 1 lipca 1863 roku wziął z nią ślub w posiadłości rodu Mannerheim w Villnäs (Louhisaari). Miał z nią dwie córki: Evę Marię Nordenskiöld (1864–1886) i Annę Sofię Nordenskiöld (1871–1952) oraz dwóch synów: Gustafa Erika Adolfa Nordenskiölda (1868–1895) i Nilsa Erlanda Herberta Nordenskiölda (1877–1932). Starszy syn brał udział w wyprawach na Spitsbergen i do Ameryki Północnej oraz publikował mineralogiczne prace naukowe, z kolei młodszy brał udział w wyprawach do takich miejsc jak Patagonia, Argentyna, Boliwia, Peru i Brazylia, a ponadto był profesorem etnografii na Uniwersytecie w Göteborgu. Rodzina mieszkała w Sztokholmie, ale spędzała dużo czasu w posiadłości Nordenskiöldów w Dalby. Małżeństwo Nordenskiöldów było szczęśliwe, a w czasie rozłąki prowadziło ze sobą energiczną korespondencję.
Siostrzeńcem Adolfa Erika Nordenskiölda był Otto Nordenskjöld (1869–1928), szwedzki geograf, geolog, odkrywca i badacz polarny.

### Śmierć
Adolf Erik Nordenskiöld zmarł na zawał mięśnia sercowego 12 sierpnia 1901 roku w Dalbyö w szwedzkiej miejscowości Västerljung, położonej w gminie Trosa. Został pochowany na cmentarzu w Västerljung.

## Upamiętnienie
Na cześć Adolfa Erika Nordenskiölda zostały nazwane następujące obiekty geograficzne:
- Archipelag Nordenskiölda w południowo-wschodniej części Morza Karskiego[38]
- Zatoka Nordenskiölda u brzegów Nowej Ziemi[39]
- Zatoka Nordenskiölda u brzegów Ziemi Północno-Wschodniej[39]
- Ziemia Nordenskiölda na Spitsbergenie[40]
- Lodowiec Nordenskiölda na Spitsbergenie[41]
- Morze Nordenskiölda u brzegów wschodniej Syberii (obecnie akwen nosi nazwę „Morze Łaptiewów”)[39][42]

Inne formy upamiętnienia:
- Odkryta 19 stycznia 1939 roku planetoida pasa głównego (2464) Nordenskiöld[43]
- Znajdująca się w Helsinkach ulica Nordenskiölda (fiń. Nordenskiöldinkatu, szw. Nordenskiöldsgatan)[44]
- Wykonana ze srebra według projektu Reija Paavilainena kolekcjonerska moneta euro o nominale €10, poświęcona Nordenskiöldowi i jego wyprawie Przejściem Północno-Wschodnim, którą 2 lutego 2007 roku wydała Mennica Fińska[45][46]

## Przedstawienia w kulturze
Postać Adolfa Erika Nordenskiölda została umieszczona przez Dona Rosę w wydanym w 2001 roku komiksie z serii poświęconej Sknerusowi McKwaczowi, zatytułowanym Korona krzyżowców (ang. The Crown of the Crusader Kings).